# 31-es villamos (Bécs)
A bécsi 31-es jelzésű villamos a Schottenring és Stammersdorf között közlekedik. A viszonylatot a Wiener Linien üzemelteti.

## Megállóhelyei
Az átszállási kapcsolatok között a Floridsdorf és Stammersdorf között azonos útvonalon közlekedő 30-as villamos nincs feltüntetve.
| 31 (Schottenring ◄► Stammersdorf) | 31 (Schottenring ◄► Stammersdorf)          | 31 (Schottenring ◄► Stammersdorf) | 31 (Schottenring ◄► Stammersdorf)                   | 31 (Schottenring ◄► Stammersdorf) |
| Perc (↓)                          | Megállóhely                                | Perc (↑)                          | Átszállási kapcsolatok                              |                                   |
| --------------------------------- | ------------------------------------------ | --------------------------------- | --------------------------------------------------- | --------------------------------- |
| 0                                 | Schottenring végállomás                    | 41                                | U2 , U4 1, U2Z 3A                                   |                                   |
| 2                                 | Obere Donaustraße                          | 38                                |                                                     |                                   |
| 3                                 | Obere Augartenstraße                       | 36                                | 5A, 5B                                              |                                   |
| 4                                 | Gaußplatz                                  | 34                                | 5A, 5B                                              |                                   |
| 6                                 | Klosterneuburger Straße, Wallensteinstraße | 33                                | 5, 33                                               |                                   |
| 7                                 | Gerhardusgasse                             | 31                                |                                                     |                                   |
| 9                                 | Wexstraße                                  | 29                                | 5B                                                  |                                   |
| 10                                | Jägerstraße                                | 28                                | U6 33                                               |                                   |
| 12                                | Höchstädtplatz                             | 26                                | 2, 33 37A 5B                                        |                                   |
| 14                                | Friedrich-Engels-Platz                     | 24                                | 2, 33 5A, 11A, 11B                                  |                                   |
| 16                                | Floridsdorfer Brücke                       | 22                                |                                                     |                                   |
| 17                                | Hubertusdamm                               | 21                                |                                                     |                                   |
| 18                                | Matthäus-Jiszda-Straße                     | 20                                | 33A, 34A                                            |                                   |
| 21                                | Floridsdorf                                | 18                                | U6 S1 , S2 , S3 , S4 , S7 25, 26 28A, 29A, 33A, 34A |                                   |
| 23                                | Floridsdorfer Markt                        | 14                                |                                                     |                                   |
| 25                                | Bahnsteggasse                              | 13                                |                                                     |                                   |
| 26                                | Brünner Straße                             | 11                                | S3 , S4 36B                                         |                                   |
| 27                                | Shuttleworthstraße                         | 10                                |                                                     |                                   |
| 29                                | Großjedlersdorf                            | 9                                 | 30A, 31A, 32A, 36A, 36B                             |                                   |
| 30                                | Carabelligasse                             | 7                                 | 36A, 36B                                            |                                   |
| 31                                | Brünner Straße, Hanreitergasse             | 6                                 | 32A                                                 |                                   |
| 32                                | Empergergasse                              | 4                                 |                                                     |                                   |
| 33                                | Anton-Schall-Gasse                         | 3                                 |                                                     |                                   |
| 35                                | Van-Swieten-Kaserne                        | 2                                 |                                                     |                                   |
| 36                                | Stammersdorf végállomás                    | 0                                 |                                                     |                                   |